# Ian Gibson
Ian Gibson född 1939 i Dublin, är en irländsk författare känd för sina biografier om Antonio Machado, Salvador Dalí, Henry Spencer Ashbee, men speciellt sitt verk om Federico García Lorca för vilket han har fått ta emot ett flertal priser. Hans bok La represión nacionalista de Granada en 1936 y la muerte de Federico García Lorca förbjöds i Spanien under Francoregimen.
Gibson studerade vid Trinity College, Dublin och var professor i spansk litteratur vid Belfast och Londons universitet innan han flyttade till Spanien. Hans första roman, Viento del Sur 2001, är skriven på spanska och behandlar klass, religion och familjeliv i det brittiska samhället. Det är en fiktiv biografi om John Hill, en engelsk språkforskare och akademiker. 
Gibson har även arbetat med TV-projekt omkring sina vetenskapliga verk om Spaniens historia, där han har gett råd och även medverkat i ett historiskt drama.
1984 blev han spansk medborgare.

### Utgivet på svenska
- Federico García Lorca 1994

## Priser och utmärkelser
- Duff Cooper prize 1989 för Federico Garcia Lorca